# Eroi Gemelli Maya

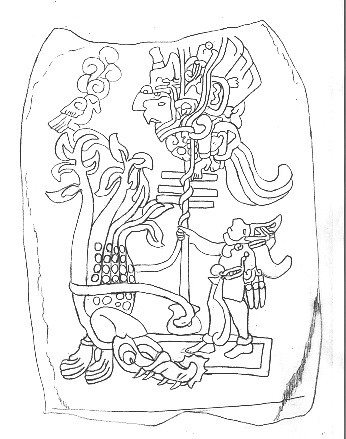
Gli "Eroi gemelli" sparano ad un demone in forma di uccello con una cerbottana. Izapa, stele 25

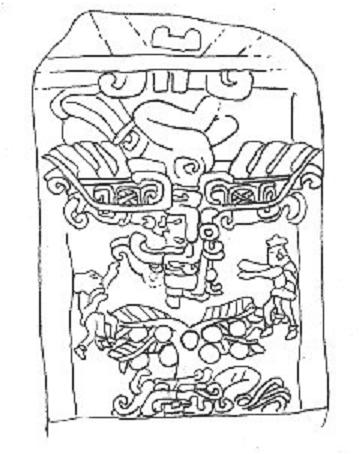
Gli "Eroi gemelli", Izapa, stele 2

Gli Eroi gemelli Maya sono i personaggi principali di un racconto incluso del documento coloniale Quiché chiamato Popol Vuh, e costituiscono l'antico mito Maya preservato nella sua interezza. Chiamati Hunahpu e Xbalanque in lingua quiché, i Gemelli sono stati anche identificati nell'arte dei Maya classici (200-900). Il motivo dei Gemelli ricorre in numerose mitologie americane precolombiane. I Gemelli Maya, in particolare, possono essere considerati i mitici antenati della famiglia regnante Maya.

## I Gemelli in parole ed immagini
Le fonti sui Gemelli sono sia scritte (Popol Vuh, primi storici spagnoli), che iconografiche. L'iconografia classica Maya dimostra chiaramente che i primi racconti sui Gemelli devono essere stati nettamente diversi dal mito del Popol Vuh del XVI secolo. Di quanto siano differente, è materia di discussione.

### Popol Vuh
Devono essere circolate tra i Maya molte versioni del mito dei Gemelli, ma l'unica che è sopravvissuta in forma scritta è quella in lingua quiché del Popol Vuh. Secondo questa versione, gli Eroi Gemelli sarebbero Xbalanque e Hunahpu (moderno quiché: Xb‘alanke e Junajpu), giocatori di palla come il padre e lo zio, Hun Hunahpu e Vucub Hunahpu.
Convocati a Xibalba dai Signori dell'Oltretomba, il padre e lo zio furono sconfitti e sacrificati. Due figli furono generati col seme del padre morto. La madre incinta fuggì da Xibalba. I figli, o 'Gemelli', crebbero con l'idea di vendicare il padre e, dopo molti tentativi, alla fine riuscirono a sconfiggere i signori dell'oltretomba in una partita di tlachtli. Si diceanche che durante una partita i Signori dell'Oltretomba decapitarono uno dei fratelli e l'altro, dopo avere vinto riattaccò la testa al fratello, resuscitandolo.
Il Popol Vuh descrive anche altri episodi che coinvolgono i due Gemelli, tra cui la sconfitta di un demone uccello pretenzioso, Vucub-Caquix, e dei suoi due demoniaci figli. I Gemelli eliminarono dalla scena anche i fratellastri, le scimmie urlatrici protettrici di artisti e scribi. La trasformazione finale dei Gemelli in sole e luna rappresentano una metafora del loro inattaccabile dominio su terra e cielo.

### Tradizione Kekchi (Q'eqchi')
È stato fatto notare che nelle scene del Popol Vuh che si svolgono in cielo, Hunahpu ha un ruolo dominante, mentre negli inferi è Xbalanque a prendere l'iniziativa. Bartolomé de Las Casas descrive Xbalanque come colui che è entrato agli inferi come condottiero. La sua descrizione fa riferimento alla città Kekchi di Coban. Xbalanque è anche il nome del personaggio maschile di antiche varianti del mito Kekchi del sole e della luna, in cui sta cacciando un cervo (metafora del fare prigionieri), e catturando la figlia della divinità della Terra. In questi casi, Hunahpu non è presente.

### Iconografia
Un'altra importante fonte per il mito degli Eroi Gemelli è di molto precedente, e consiste di rappresentazioni rinvenute sulle ceramiche Maya fino al 900 circa, e nel codice di Dresda secoli dopo. Sono chiaramente riconoscibili le immagini di Hunahpu, Xbalanque, e di scribi e scultori della Scimmia Urlatrice. Hunahpu si distingue per le macchie nere che ha sulla pelle, probabilmente quelle di un cadavere, il che lo fa diventare colui che scende nell'oltretomba. Sui murales preclassici di San Bartolo, il re, segnato con una macchia nera sulla guancia, e che espelle sangue dai genitali ai quattro angoli del mondo, appare come la personificazione dell'eroe Hunahpu. Xbalanque, il 'Gemello Guerriero', è più simile ad un animale per il fatto che porta sulla pelle macchie da giaguaro e la barba.
Certe scene iconografiche rappresentano scene del Popol Vuh. I Gemelli che sparano con cerbottane ad Itzamnà rappresenta la sconfitta di Vucub-Caquix. Un'altra identificazione coinvolge un'ipotetica estensione del racconto del Popol Vuh: Il principale dio Maya del mais nasce dal carapace di una tartaruga e viene sorretto dagli Eroi Gemelli; secondo molti rappresenterebbe la risurrezione del padre dei Gemelli, Hun-Hunahpu, ipotesi che nel 2009 è stata messa in discussione. In ogni caso, i Gemelli sono spesso raffigurati insieme al dio del mais. Non è probabilmente una coincidenza il fatto che nel Popol Vuh i Gemelli vengono rappresentati da due steli di mais.

### Nomi e funzioni del calendario
Il nome "Xbalanque" (pronunciato ʃɓalaŋˈke) è stato tradotto in 'Sole Giaguaro' (x-balam-que), 'Sole Nascosto' (x-balan-que) o 'Cervo Giaguaro' (x-balam-quieh). Il suono iniziale potrebbe stare per yax (prezioso), dato che nel Maya classico, un simile geroglifico precede il pittogramma di un eroe (sebbene sia stato anche ipotizzato trattarsi del prefisso femminile ix-). Per la combinazione di prefisso e pittogramma, è stata proposta la lettura Yax Balam. Il nome "Hunahpu" (pronunciato hunaxˈpu) è solitamente interpretato come Hun-ahpub ('Un-Cerbottaniere'), con la cerbottana che caratterizza il giovane eroe come cacciatore di uccelli.
Nel calendario Maya, Hunahpu è molto più importante di Xbalanque. La testa di Hunahpu viene usata come variante del simbolo del 20º giorno, che in questi casi può essere letto '(Hun) ahpu' piuttosto che 'Ahau' (Signore o Re). Il 20º giorno è anche quello che conclude una ventena, un periodo di 20 giorni, compresi katun e baktun. La testa di Xbalanque viene usata come variante del numero nove (balan è simile a bolon 'nove').

## Mito dei Gemelli
Quella che segue è la storia dettagliata dei due Gemelli, nella versione del Popol Vuh, a partire dalla morte del padre e dello zio.

### Gioventù degli eroi
Hunahpu e suo fratello furono concepiti quando la madre Xquic parlò con la testa decapitata del padre Hun Hunahpu. Il teschio baciò la mano della vergine, e i due gemelli furono concepiti nel suo utero. Xquic cercò la madre di Hun Hunahpu, che malvolentieri la prese sotto la sua tutela dopo averle fatto provare la sua identità.
Anche dopo la nascita, Hunahpu e Xbalanque non furono trattati bene dalla nonna e dai fratellastri maggiori, Una Scimmia Urlatrice e Uno Artigiano. Immediatamente dopo la nascita, la nonna chiese di portarli fuori casa perché piangevano, ed i fratelli maggiori li misero su un formicaio tra i rovi. Il loro obbiettivo era quello di uccidere i giovani fratellastri per gelosia, dato che loro erano stati a lungo rispettati come artigiani e pensatori, e temevano che i nuovi arrivati gli avrebbero tolto le attenzioni a cui erano abituati.
Il tentativo di uccidere i gemelli fallì, ed i ragazzi crebbero ovviamente senza rispetti per i cattivi fratelli maggiori. In gioventù, i gemelli furono messi al lavoro, cacciando uccelli in modo da guadagnarsi il cibo. Il cibo veniva dato prima ai fratelli maggiori, nonostante avessero passato la giornata cantando e suonando mentre i due gemelli lavoravano.
Hunahpu e Xbalanque dimostrarono la loro arguzia già in giovane età gestendo i fratelli maggiori. Un giorno la coppia ritornò dal campo senza uccelli da mangiare, e furono interrogati dai fratelli maggiori. I giovani ragazzi dissero di aver cacciato numerosi uccelli ma di averli colpiti in cima ad alti alberi e di non essere riusciti a recuperarli. I fratellastri furono portati all'albero e si arrampicarono per raggiungere gli uccelli, quando l'albero improvvisamente iniziò a crescere diventando ancora più alto, ed i fratellastri furono catturati. Si tratta del primo esempio in cui i gemelli dimostrano poteri soprannaturali, o forse semplicemente il favore degli dei maggiori. La manifestazione di potere viene solo indirettamente attribuita alla coppia.
Hunahpu umiliò di nuovo i fratelli dicendogli di togliersi i pantaloni e legarli ai fianchi per poter scendere. I pantaloni divennero code, e i fratelli furono trasformati in scimmie. Quando la nonna fu informata del fatto che i fratellastri non erano feriti, chiese che potessero tornare. Quando tornarono a casa la nonna non poté trattenere le risa, ed i fratelli fuggirono insieme vergognandosi.

### Sconfitta di Sette Ara e della sua famiglia
Ad un certo punto in cui le loro vite non vengono più raccontate dal Popol Vuh, ai gemelli viene accennato da dio Huracan di un dio arrogante di nome Sette-Ara (Vucub-Caquix). Sette-Ara si era creato un seguito di adoratori tra gli abitanti della Terra, facendo false affermazioni sul fatto che fosse il sole o la luna. Sette-Ara era estremamente vanitoso (l'ara macao è un grande e colorato pappagallo) , si ornava le ali con oggetti metallici e sfoggiava una dentiera di pietre preziose.
Nel loro primo tentativo di cacciare il falso dio, i gemelli tentarono di arrampicarsi sull'albero su cui stava mangiando, colpendone la bocca con una cerbottana. Sette-Ara fu colpito ma solo ferito e, quando Hunahpu rischiò di cadere, il suo braccio fu preso dal dio e strappato.
Nonostante il fallimento iniziale, i gemelli dimostrarono di nuovo la loro sagace natura pianificando un piano per la sconfitta di Sette-Ara. Dopo aver chiamato una coppia di dei travestiti da genitori, i gemelli gli spiegarono come avvicinarsi a Sette-Ara e negoziare il ritorno del braccio di Hunahpu. Nel farlo, i "nonni" dissero di non essere una famiglia povera, di esercitare come dottori e dentisti e di occuparsi dei nipoti. Nel sentirlo, Sette-Ara chiese di poter riparare i propri denti feriti dalla cerbottana, ed i suoi occhi (non viene specificato quale fosse il problema degli occhi). Nel farlo i nonni sostituirono i suoi denti preziosi con corni bianchi, e rubarono gli ornamenti che aveva sugli occhi, lasciando il dio senza la sua grandezza. Avendo fallito, Sette-Ara morì, probabilmente di vergogna.
I figli di Sette-Ara, Zipacna e Cabrakan, ereditarono molta dell'arroganza del padre, ed affermarono di essere rispettivamente il creatore ed il distruttore delle montagne. Il figlio maggiore Zipacna fu distrutto quando i gemelli lo ingannarono con il miraggio di un falso granchio, seppellendolo sotto ad una montagna.
Il dio Maya Huracan implorò di nuovo i gemelli di aiutarlo a trattare il giovane figlio di Sette-Ara, Cabrakan, il Terremoto. Fu di nuovo con l'astuzia che i gemelli riuscirono nell'impresa, usando la sua arroganza contro di lui. Gli raccontarono la storia di una grande montagna che avevano incontrato e che continuava a crescere. Cabrakan affermava di essere colui che le distrugge e, dopo aver sentito la storia, chiese di mostargli il luogo in cui sorgeva. Hunahpu e Xbalanque portarono Cabrakan verso la montagna inesistente. Essendo abili cacciatori, spararono a numerosi uccelli lungo la strada, arrostendoli su fuochi e facendo venire fame a Cabrakan. Quando egli chiese del cibo, gli fu dato un uccello preparato con del gesso. Mangiandolo si ammalò, ed i ragazzi riuscirono a legarlo e gettarlo in una buca, seppellendolo per sempre.

### Scoperta della divisa da gioco di Uno Hunahpu
Qualche tempo dopo l'espulsione dei fratelli maggiori, i gemelli utilizzarono i loro poteri speciali per accelerare i lavori di giardinaggio della nonna; ad esempio, un singolo colpo di scure avrebbe fatto il lavoro di un giorno intero. I due si coprivano di segatura e sporco quando arrivava la nonna, in modo da far sembrare che lavorassero duramente, mentre in realtà avevano passato il giorno ad oziare. Il secondo giorno scoprirono che il loro lavoro era stato rovinato dagli animali della foresta. Dopo averlo rifatto si riposarono, e quando gli animali tornarono cercarono di scacciarli.
Molti animali fuggirono. Il coniglio ed il cervo furono catturati per la coda, ma le code si ruppero per cui tutte le future generazioni di conigli e cervi avrebbero avuto la coda corta. Al topo catturato fu messa la coda sul fuoco per vendicarsi dell'atto. In cambio di misericordia, il topo rivelò importanti informazioni: l'equipaggiamento da gioco del padre e dello zio erano stati nascosti dalla nonna per il dolore, per il fatto che il gioco della palla era stato direttamente responsabile della morte dei suoi figli.
Anche in questo caso fu usato un trucco per reimpossessarsi delle divise. I gemelli sguinzagliarono il topo in casa durante la cena, e fecero cucinare alla nonna un pasto a basa di piccante salsa chili. Chiesero acqua per il pasto, e la nonna andò a prenderla. La giara d'acqua era stata bucata, per cui la nonna non riusciva a tornare con l'acqua. Quando la madre seppe il motivo ed i due furono soli in casa, mandarono il topo i soffitta per recidere le corde che tenevano bloccate le divise, riuscendo così a recuperare le divise che il padre e lo zio avevano utilizzato per il tatchli. Era stato il passatempo preferito del padre, e presto sarebbe diventata l'attività preferita dai figli.

### Le partite a palla di Xibalba
Hunahpu e Xbalanque giocarono a palla sullo stesso campo che il padre e lo zio avevano usato a lungo prima di loro. Quando Uno Hunahpu ed il fratello avevano giocato, il rumore aveva disturbato i Signori di Xibalba, re dell'oltretomba Maya. I xibalbani li convocarono per una partita nel loro campo. Si trattava di una trappola, dato che i xibalbani utilizzavano una palla dotata di lame per uccidere e decapitare i ragazzi che disturbavano la loro pace.
Quando i gemelli iniziarono a giocare a palla, di nuovo i Signori di Xibalba furono disturbati dal rumore, e mandarono a convocare i due a Xibalba per giocare nel loro campo. Temendo che avrebbero trovato lo stesso destino, la nonna gli riportò il messaggio solo parzialmente, raccontandolo ad un pidocchio che si trovava nella bocca di una rana, a sua volta nascosta nella pancia di un serpente in un falco. Nonostante questo i ragazzi ricevettero il messaggio e, nonostante il dolore della nonna, partirono per Xibalba.
Quando il padre aveva risposto alla convocazione, lui ed il fratello avevano incontrato numerose difficoltà lingo la strada che avrebbero dovuto confonderli prima dell'arrivo, ma i giovani ragazzi non caddero negli stessi trucchi. Mandarono avanti un moschino per punzecchiare i Signori e scoprire cosa era vero e cosa era solo un  manichino, oltre che per scoprire le loro identità. Quando giunsero a Xibalba poterono riconoscere i veri Signori di Xibalba e chiamarli per nome. Rifiutarono l'invito dei Signori a sedersi su una panchina per visitatori, identificandola correttamente come pietra scaldata per cucinare. Frustrati dall'abilità dei due gemelli che riconoscevano tutte le trappole, spedirono i ragazzi alla Casa Oscura, la prima delle numerose prove inventate dai xibalbani.
Il padre Uno Hunahpu e lo zio avevano patito imbarazzanti sconfitte in ogni prova, ma di nuovo Hunahpu e Xbalanque dimostrarono la loro forza sconfiggendo i xibalbani nella prima, sopravvivendo alla notte nella Casa Oscura senza utilizzare la torcia. Costernati, i xibalbani saltarono le successive prove ed invitarono i ragazzi direttamente alla partita. I gemelli sapevano che i xibalbani utilizzavano una speciale palla con una lama per ucciderli, e invece di cadere nella trappola Hunahpu fermò la palla con una racchetta e vide la lama. Protestando per essere stati convocati solo per essere uccisi, Hunahpu e Xbalanque minacciarono di abbandonare il gioco.
Come compromesso, i Signori di Xibalba permisero ai ragazzi di utilizzare il loro pallone di gomma, ed iniziò un gioco che rispettava le regole. Alla fine i gemelli permisero agli xibalbani di vincere la partita, ma anche questo faceva parte di un loro trucco. Furono mandati alla Casa del Rasoio, la seconda prova mortale di Xibalba, piena di coltelli che si muovevano di comune accordo. I gemelli parlarono ai coltelli convincendoli a fermarsi, superando quindi la prova. Inviarono anche alcune formiche a recuperare petali dai giordini di Xibalba, una ricompensa per i Signori per celebrare la loro vittoria. I Signori avevano intenzionalmente scelto una ricompensa che fosse impossibile, per il fatto che i fiori erano ben custoditi, ma le guardie non videro le formiche e furono uccise per la loro incapacità di controllare i fiori.
I gemelli giocarono la rivincita contro i xibalbani e persero di nuovo apposta, e furono mandati alla Casa Fredda, la successiva prova. Superarono anche questa prova. Di nuovo, Hunahpu e Xbalanque persero di proposito le successive partite a palla per poteer essere mandati ad affrontare le varie prove, la Casa del Giaguaro, la Casa del Fuoco e la Casa del Pipistrello, e le superarono tutte. I Signori di Xibalba furono costernati per il successo dei gemelli, finché non furono messi nella Cassa del Pipistrello. Nonostante avessero nascosto le loro cerbottane ai pipistrelli mortali, Hunahpu si sporse per vedere se fosse arrivata la luce del sole, e fu decapitato da un pipistrello.
I xibalbani erano felici della sconfitta di Hunahpu. Xbalanque prese le bestie del campo e forgiò un sostituto per la testa di Hunahpu. Nonostante la sua vera testa sia stata usata per la partita del giorno dopo, i gemelli riuscirono a sostituire la palla con una zucca, recuperando la vera testa di Hunahpu e causando una vergognosa sconfitta per i xibalbani.

### La caduta di Xibalba
Umiliati dalla sconfitta, i xibalbani riprovarono ad uccidere i gemelli. Dopo aver costruito un forno enorme, fecero di nuovo chiamare i ragazzi, nel tentativo di chiuderli nel forno uccidendoli. I gemelli intuirono le intenzioni dei Signori, ma nonostante questo gli permisero di bruciarli nel forno, uccidendoli e riducendoli in polvere ed ossa. I xibalbani erano felici dell'apparente scomparsa dei gemelli, e ne buttarono i resti in un fiume. Tutto questo faceva parte del piano dei gemelli che, dopo essere stati gettati nel fiume, si rigenerarono, prima sotto forma di pesci gatto e poi come normali ragazzi.
Non essendo stati riconosciuti, ai ragazzi fu permesso di restare a Xibalba. La storia della loro trasformazione da pesci gatto si diffuse, così come quella sulle loro danze e sul modo in cui intrattenevano gli abitanti di Xibalba. Operarono numerosi miracoli, dando fuoco alle case per poi riportarle allo stato iniziale dalle ceneri, sacrificandosi a vicenda e poi rinascendo dalla morte. Quando i Signori di Xibalba conobbero la storia, convocarono la coppia per assistere allo spettacolo, chiedendo loro di mostrare i miracoli di cui avevano sentito tanto parlare.
I ragazzi risposero alla convocazione, ed intrattennero gratuitamente i Signori. La loro identità rimase segreta, ed affermarono di essere orfani o vagabondi. Fecero i loro miracoli, uccidendo un cane e riportandolo in vita, bruciando la casa dei Signori e ricreandola tale e quale. In un nuovo miracolo, Xbalanque tagliò in due Hunahpu offrendolo come sacrificio, per poi riportarlo in vita.
Affascinati dalla performance, Uno Morte e Sette Morte, i più alti Signori di Xibalba, chiesero di essere sottoposti a quel miracolo. I gemelli furono obbligati ad uccidere i due e ad offrirli come sacrificio, ma come era prevedibile non li riportarono in vita. A questo punto i gemelli stupirono i xibalbani rivelando la propria identità di Hunahpu e Xbalanque, figli di Uno Hunahpu il quale era stato dai xibablbani ucciso anni prima con lo zio Sette Hunahpu. I Xibalbani disperati confessarono l'uccisione dei fratelli avvenuta anni prima, e chiesero pietà. Come punizione per i loro crimini, il regno di Xibalba non fu più un luogo di grandezza, ed i xibalbani non avrebbero più ricevuto offerte da coloro che abitavano la soprastante Terra. Tutti i xibalbani erano stati alla fine sconfitti.

### Morte ed ascensione di Hunahpu e Xbalanque
Con Xibalba sconfitta e gli arroganti dei dimessi, a Hunahpu e Xbalanque restava un ultimo compito da svolgere. Tornarono al campo da gioco di Xibalba e recuperarono i resti del padre, Uno Hunahpu, tentando di riportarlo in vita. Nonostante il suo corpo ritornasse come prima, non fu più lo stesso. I gemelli lasciarono il padre al campo, ma prima di farlo gli dissero che per lui avrebbero pregato coloro che cercavano la speranza, e che questo avrebbe alleggerito il suo cuore.
Finito il lavoro, partirono da Xibalba tornando sulla Terra. Non vi si fermarono, e continuarono ad arrampicarsi fino a raggiungere il cielo. Uno divenne il Sole, e l'altro la Luna.

## Gli Eroi Gemelli nelle altre culture native americane

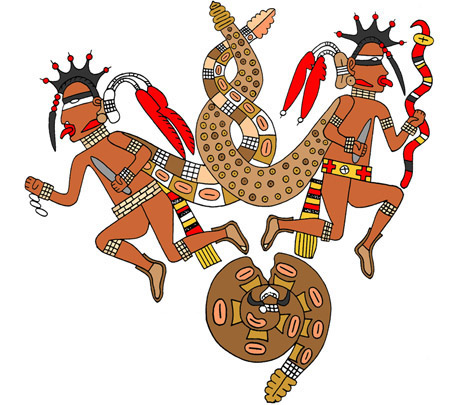
Eroi Gemelli del Mississippi che emergono da una crepa nella schiena di un Unktehila. Ridisegnato da un'incisione dell'artista Herb Roe

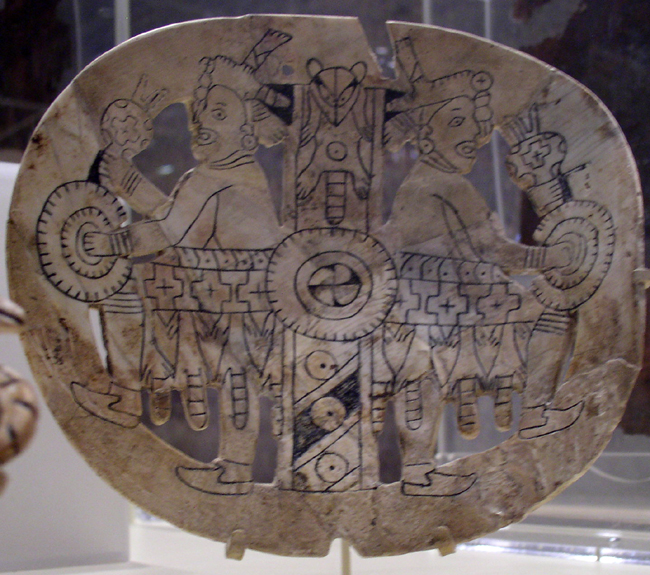
Possibile rappresentazione degli Eroi Gemelli su una gorgiera incisa rinvenuta nei tumuli di Spiro, in Oklahoma

- I figli di Corno Rosso, parte delle tradizionali leggende Sioux sul dio Corno Rosso, hanno numerose analogie con gli Eroi gemelli Maya, secondo l'interpretazione dello studioso Robert L. Hall.[3]
- Il mito della creazione Navajo parla di due gemelli che, secondo alcuni avrebbero un'origine messicana.